# Rolla Milton Tryon
Rolla Milton Tryon, Jr. (1916 - 2001) fue un profesor, botánico, y pteridólogo estadounidense, especializado en la sistemática y evolución de helechos y otros vegetales con dispersión por esporas (Pteridología). Su enfoque particular y el interés residía en dos áreas: biogeografía histórica de helechos, y taxonomía de helechos tropicales de América . Trabajando en estrecha colaboración con su esposa Alice Faber Tryon, escribió un estudio completo de los helechos, con énfasis en América tropical, publicado en 1982.
En 1941, Tryon recibió su Ph.D. en la Universidad de Harvard, donde fue influenciado fuertemente por Merritt Lyndon Fernald y Charles Alfred Weatherby. Tras su nombramiento en la Universidad de Minnesota y el Jardín Botánico de Misuri, Tryon regresó a Harvard en 1958, donde con su esposa Alice pasaron la mayor parte de sus carreras profesionales. Allí tuvieron su mayor influencia en los estudiantes e hicieron sus mayores contribuciones a la pteridología.

## Algunas publicaciones

### Libros
- rolla m. Tryon, robert g. Stolze. 1994. Pteridophyta of Peru: 1. Ophioglossaceae-12. Cyatheaceae. N.º 20 de Fieldiana: Botany. 123 pp.
- ------------------, --------------------, alan r. Smith. 1992. Pteridophyta of Peru: Family 16. Thelypteridaceae. Parte 3, N.º 29 de Fieldiana: Botany. 80 pp.

- ------------------, alice Faber Tryon. 1982. Ferns and allied plants with special reference to tropical America. Ed. Springer-Verlag, New York. 857 pp. ISBN 038790672X
- 1980. Ferns of Minnesota. G - Reference, Information and Interdisciplinary Subjects Series. Ed. U. of Minnesota Press. 165 pp. ISBN 0816609357 en línea
- 1957. The ferns and fern allies of Wisconsin. Ed. U. of Wisconsin Press. 158 pp.
- 1954. The ferns and fern allies of Minnesota. G - Reference,Information and Interdisciplinary Subjects Series. Ed. U. of Minnesota Press. 166 pp.
- John William Moore, rolla milton Tryon. 1946.  A preliminary check list of the flowering plants, ferns and fern allies of Minnesota. Ed. Dept. of Botany, University of Minnesota. 198 pp.
- 1935. The social sciences as school subjects. Educational Series. Ed. C. Scribner's Sons. 541 pp.

## Eponimias
- (Adiantaceae) Cheilanthes tryonii T.Reeves[1]
- (Adiantaceae) Doryopteris tryonii O.Deg. & I.Deg.[2]